# خط عربی
خط عربی یک سامانه نوشتاری است که برای نوشتن زبان عربی و دیگر زبان‌هایی همچون فارسی، اردو و ... به‌کار می‌رود. در گذشته برای نوشتن زبان ترکی عثمانی نیز کاربرد داشت. خط عربی، دومین سامانهٔ نوشتاری پرکاربرد جهان از جهت شمار کشورها و سومین از جهت شمار کاربران پس از خط لاتین و نویسه‌های چینی است. خط عربی، افزون بر نوشتار، اشاره به شیوه‌های زیباشناختی هنری و کاربردی آن نیز دارد و جزو هنر اسلامی است. این خط عمدتا در کشورهای اسلامی غرب و جنوب آسیا و کشورهای شمال آفریقا کاربرد دارد.

## پیشینهٔ خط عربی
دربارهٔ پیشینهٔ خط عربی، دیدگاه‌های گوناگونی وجود دارد:
پیش‌تر، پژوهشگران دربارهٔ ریشهٔ خط عربی به دو گروه تقسیم شده بودند. گروهی که اکنون در حاشیه‌اند ریشهٔ خط عربی را سُریانی که خود مشتق از خط آرامی شاهنشاهی است می‌دانند. گروه دوم به رهبری تئودور نُلدِکه ریشهٔ خط عربی را خط نَبَطی می‌دانند. این نظریه از سوی جان هیلی تأیید شد و به‌طور کامل در پژوهش‌های او دربارهٔ الفبای عربی و سریانی مستند شده است. کتیبه‌های به دست آمده در کاوش‌های باستان‌شناختی در ام‌الجمال در اردن که تاریخ آن مربوط به سدهٔ ششم میلادی است، تأییدی بر اشتقاق خط عربی از خط نبطی و تولد انواع نوشته‌های عربی منسوخ می‌باشد. کهن‌ترین سندی که در این باره به دست آمده است کتیبهٔ نامدار به «نقش نَماره» است که تاریخ آن ۳۲۸ پس از میلاد است، دومین سند، کتیبهٔ نامور به «نقش زَبَد» است متعلق به ۵۱۱ بعد از میلاد و سند سوم، کتیبهٔ «نقش حَرّان» است که تاریخش ۵۶۸ پسامیلاد می‌باشد.

خط نبطی در صحرای سوریه در منطقهٔ دولت «بنی‌غَسّان» میان بازرگانان متبادل گردیده و تغییرات یافته و به‌واسطهٔ تجار به مراکز بازرگانی و فکری حجاز منتقل شده و منتشر گردیده است. بعید هم نیست که در این تغییرات مردم حیره و اتباع دولت «آل مُنذَر» که با مکه و مدینه روابط بازرگانی داشته‌اند نیز سهیم باشند.
بعضی برآنند که عرب‌ها خط نبطی را از «حوران» در اثنای آیند و روند خود به شام و به‌واسطهٔ بازرگانان آموخته‌اند. خط عربی یا خط اسلامی از خط نبطی و خط نبطی از خط آرامی مأخوذ است و یمنی‌ها هم مستقیماً خط مُسند را از آرامیان گرفته‌اند.
خطی که در کهن‌ترین اسناد عربی دیده می‌شود مانند نقش زبد، نقش حران و سنگ قبر عبدالرحمن بن جبر مورخهٔ ۳۱ هجری، که در مصر کشف شده است مبدأ دو خط اسلامی کوفی و نسخ است،

چیزی که از آثار اسلامی برداشت می‌شود آن است که خط کوفی زودتر مشتق شده و اصلاح گردیده و در آن استادانی پیدا شده‌اند و این خط به‌واسطهٔ اینکه حروفش بهتر از حروف نسخ (که آن روزها تا دیری هر دو بی نقطه و اِعراب نوشته می‌شدند) بود، یعنی حروف متشابه کمتر داشت، ویژهٔ نوشتن قرآن و کتیبه‌ها و کتب علمی قرار گرفت، همچنانکه نسطوریان و سریانیان خط سریانی و سطرنجیلی را و عبریان خط مُرَبّع را مخصوص کتب مقدس دینی و کتاب‌های علمی قرار داده بودند و خط نسخ برای مکاتبات خصوصی و رفع نیازهای عادی به‌کار می‌رفته است. (محمدتقی بهار) تاریخ دقیق نگارش زبان فارسی به خط امروزی پیدا نیست.
ایرانیان در سده‌های نخستین اسلامی به خط مانوی و خط پهلوی می‌نوشتند. در همین حال ایرانیان مسلمان نظیر یزید فارسی کوشیدند تا شیوهٔ نوشتن قرآن را که به خط نبطی بود و ابهامات زیادی داشت بهبود بخشند. در خط سریانی یا کوفی حروف بدون نقطه نوشته می‌شدند و مصوت‌های کوتاه و برخی مصوت‌های بلند مانند «ا» نوشته نمی‌شد. از آن رو که قرآن به زبان عربی بود، عرب‌ها در خواندن آن مشکلی نداشتند، ولی ایرانیان نمی‌توانستند آن را بخوانند؛ ازاین‌رو ایرانیان با ذوق و سلیقه خود و با نیم‌نگاهی به خط پهلوی و خط اوستایی، نقش مهمی را در تکامل خط نوشتاری قرآن و در واقع خط عربی بازی کردند.
اگر چه خط کنونی فارسی از عرب‌ها (خط اسلامی یا کوفی که برگرفته از نبطی و سریانی و در آخر خط فنیقی است) وام گرفته شده، با وجود این می‌توان ادعا کرد که خط اسلامی، خطی است که ایرانیان در شکل‌گیری و خوش‌نویسی آن سهم عمده‌ای داشته‌اند. از این گذشته بعدها ایرانیان بر بنیاد نیازهای زبانی خود، حروفی همانند پ، ژ، گ، چ را به الفبای عربی افزوده و الفبای فارسی را پدید آوردند و از سدهٔ سوم هجری به علت رواج نامه‌نگاری‌های دیوانی، کم‌کم خط‌های مانوی و پهلوی، جای خود را به الفبای فارسی دادند. خطی را که امروز زبان فارسی با آن نوشته می‌شود یا در هند و پاکستان متداول و مرسوم است و در سابق در کشور عثمانی نیز رواج داشته است، نباید خط عربی دانست؛ بلکه این خط که در آغاز از «انبار» به نجد عربستان رفته یکی از خطوط متداول سریانی و نبطی بوده که با تحولاتی برای نوشتن زبان عربی به‌کار رفته است.
استعمال خط عربی برای نوشتن فارسی در خراسان آغاز شد زیرا که در فارس و غرب ایران هنوز گروه‌های بزرگی از زرتشتیان و موبدانشان زندگی می‌کردند که به پارسی میانه (پهلوی) می‌نوشتند و خط پهلوی هنوز هماوردی برای خط و نگارش‌های جدید به‌شمار می‌آمد و از ساخت روش‌های نو نگارشی برای فارسی جلوگیری می‌کرد. به عبارت دیگر درصورت پیروزی ایران در جنگ با عرب‌ها، امکان داشت چیزی شبیه به خط پهلوی خط کنونی ایران باشد.
بنابراین، فارسی گویش محلی جنوبی‌ترین ناحیه ایران بود که به‌عنوان یک زبان گفتاری به تدریج از جنوب به شمال و خاور ایران گسترش یافت و آنگاه در منتهی‌الیه شمال شرقی ایران به زبان ادبی آن ناحیه تبدیل گردید و از آن‌جا به باختر و جنوب باختری ایران رفت و سرانجام در بخشی بزرگ از آسیا ریشه دواند.
ترتیبِ الفبای فارسی در آغاز به صورت ابجد بوده است و بسیاری از خط‌های دیگر، از جمله خط لاتین هم که برآمده و برگرفته از خطوط کهن سامی هستند، هنوز بر همان ردیف «ابجد» و «هوز» استوارند. تغییر شکل الفبای فارسی به صورت کنونی، پس از آن روی داد که شعوبیه ایرانی برای تسهیل در فراگیری الفبا، کوشیدند حروف همسان از نظر صورت و ردیف صوتی را در کنار هم قرار دادند تا برای نوآموزان، فراگیری آن آسان باشد و نامش را الفبای «پیرآموز» گذاشتند.
نخستین کسانی که نقطه‌های اِعجام را برای تمایز حرف‌های (وات‌های) یکریخت (مانند «ب» و «ت») به کار بردند یحیی بن یَعمَر عَدوانی اهوازی و نصر بن عاصم بودند. خلیل بن احمد فَراهیدی که از فرزندان ایرانیان یمن بود، حرکت‌گذاری را ابداع کرد. پیش از او برای نشان دادن مصوِّت‌های کوتاه نقطه‌هایی سرخ‌رنگ به کار می‌رفت که واضع آن ابوالاسود دُؤَلی بود. نخستین کسی که خط را از کوفی به خط نسخ تبدیل کرد ابن مُقَلّهٔ شیرازی بود.

### خط عربی پیش از اسلام
اثری به دست نیامده است که بر آشنایی عرب حجاز به کتابت و خط در گذشته‌های دور دلالت داشته باشد. آنان اندکی پیش از ظهور اسلام با خط و کتابت آشنا شدند.
علت آن که کتابت و خط، در میان عرب‌های حجاز رایج نبوده، زندگی بدوی و صحرانشینی آنان بوده است. آنان همواره در حال کوچ و رفت‌وآمد یا جنگ و غارت قبایل دیگر به سر می‌برده‌اند. راهزنی و از این قبیل شغل‌ها، آنان را از تفکر دربارهٔ صنایع و از جمله کتابت که از صنایع مدنیت و شهرنشینی است، بازمی‌داشت. جز آنکه برخی از آنان که برای بازرگانی به شام و عراق سفر می‌کردند، رفته‌رفته تحت تأثیر مردم متمدن آن مناطق قرار گرفته و از سبک زندگی آنان الهام گرفتند و خط و نویسندگی را از آنان فرا گرفتند. از این رو با خط نبطی یا سریانی آشنا شدند، و این دو نوع خط تا پس از فتوحات اسلامی در عرب ماندگار و نامدار بود.
از خط نبطی خط نسخ به وجود آمد که امروز نیز شناخته‌شده و باقی است و از خط سریانی خط کوفی پیدا شد که خط حیری نامیده می‌شد. یعنی به «حیره» که شهری قدیمی و عربی در مجاورت کوفه است، منسوب بود، زیرا تغییر و تحول در خط سریانی در حیره رخ داد و پس از بنای کوفه و انتقال تمدن عرب به این شهر، نام آن به خط کوفی تغییر کرد. این خط، زمانی دراز میان عرب معروف و متداول بود به‌گونه‌ای که علی بن ابی‌طالب نیز به همین خط می‌نوشت.
عرب‌ها خط نبطی را که بعدها به خط نسخ تبدیل شد، در خلال سفرهای بازرگانی خود به شام، از «حوران» آموختند. اما خط حیری یا کوفی را از عراق گرفتند. عرب‌ها هر دو خط را نخست در نامه‌ها و نوشته‌های عادی و سپس در نوشته‌های مهم، مانند قرآن و حدیث به کار گرفتند.
یک دلیل بر آن که خط کوفی تحول‌یافتهٔ خط سریانی است، آن که عرب به جای «کتاب» می‌نوشتند «کتب» بدون الف، و نیز به جای «رحمان» می‌نوشتند «رحمن».
این از ویژگی‌های خط سریانی است که الف ممدود (دارای مَد) را در ساختار واژگان، نمی‌آورند.
هنگام ظهور اسلام خط و نویسندگی میان عرب حجاز رایج نبود. تنها معدودی کمتر از بیست نفر با خط و نوشتن آشنا بودند. پیامبر اسلام آنان را برای کتابت وحی استخدام کرد و مسلمانان را به آموختن خط و کتابت تشویق نمود و روز به روز، تعداد کسانی که کتابت را می‌آموختند رو به فزونی نهاد.
دو خط نسخ و کوفی میان مسلمانان باقی‌مانده و رواج یافت. مسلمانان نسبت به دگرگونی و تحسین و تزیین آن دو خط کوشیدند، تا آن که ابن مقله شیرازی، در آغاز سده چهارم هجری، در زیبایی خط نسخ کوشید و خط نسخ را به حد اعلای کمال خود به گونه‌ای که هم‌اکنون متداول است، رسانید.
با گذشت زمان خط کوفی – بر خلاف خط نسخ – رو قهقرا نهاد. این خط حدود دو سده رواج داشت سپس از میان رفت و از آن پس مصحف‌ها با خط نسخ نوشته می‌شد.

### خط عربی پس از اسلام

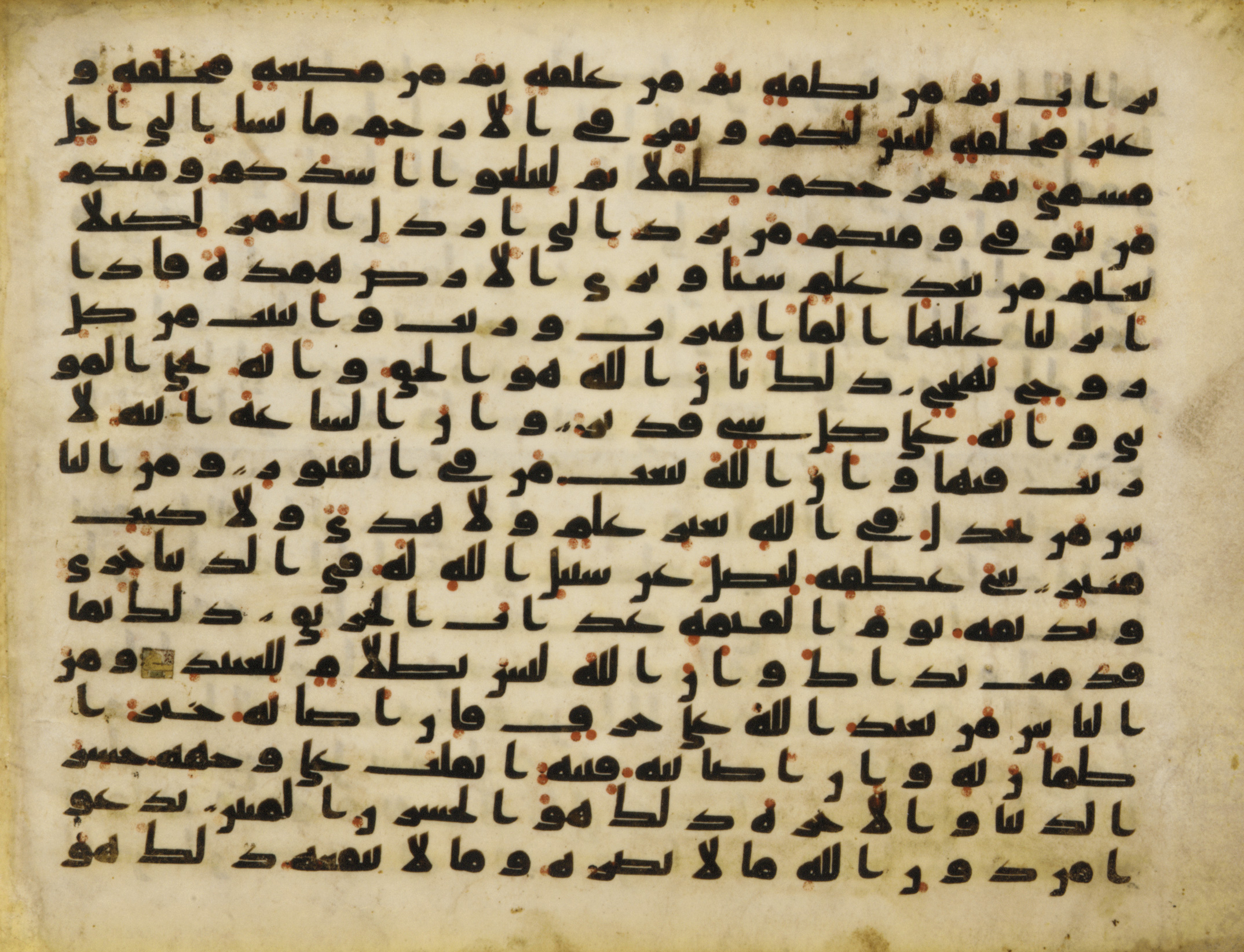
برگی از قرآن بخط کوفی سده ۱۰–۹ میلادی، دوران خلفای عباسی؛ آیاتی از سوره حج

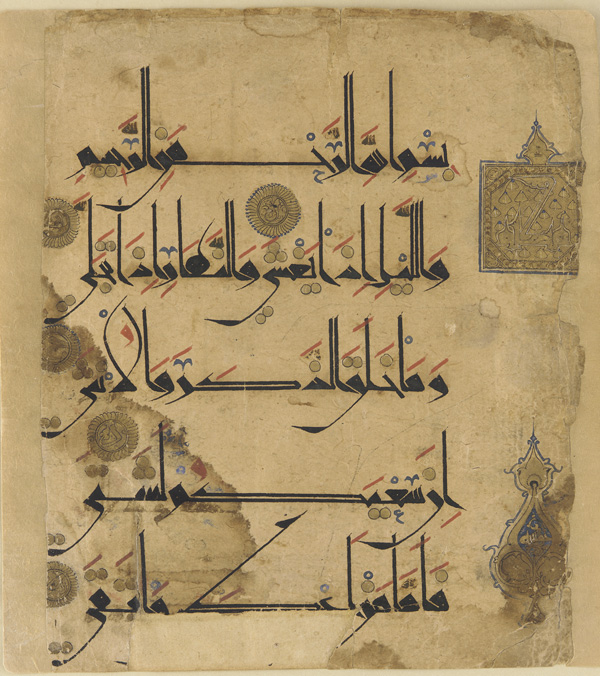
برگی از قرآن بخط کوفی سده ۱۱ میلادی؛ آیات اولیه سوره لیل

در آغاز دوران اسلامی مسلمانان کوشیدند تا قرآن را به نگارش درآورند؛ و شمار کمی از آن‌ها که نوشتن می‌توانستند شامل «علی‌بن ابی طالب»، «عمربن خطاب» و «طلحة بن عبیدالله» قرآن را به نگارش درآوردند. در این نگارش از حروف الفبای نبطی یا خط سریانی (سطرنجیلی) بهره بردند. خط‌های نبطی و سریانی هر دو از خط آرامی نشأت گرفته بودند. در این خط ابهامات زیادی بود و حروف بدون نقطه نوشته می‌شدند و مصوت‌های کوتاه و برخی مصوت‌های بلند مانند «ا» در میان واژه‌ها نوشته نمی‌شد.
برای نمونه در این خط ب، ن، ت، ث و ی همانند هم نوشته می‌شدند و یا ح، خ، ج و یاس و ش همانند بودند.
پیش از حمله عرب‌ها به ایران و ورود اسلام به این کشور، دو خط اوستایی و خط پهلوی به‌کار می‌رفت؛ ولی پیش از حملهٔ عرب‌ها به ایران، خط ایشان خط کوفی بود. برای زمانی طولانی خط نوشتن قرآن بر اساس خط کوفی بود که نسخه‌های خط کوفی قرآن موجود است. علی بن ابی طالب و عمر بن خطاب خود نیز به خط کوفی می‌نوشتند. نسخه‌ای از قرآن با دستخط علی بن ابی‌طالب به خط کوفی موجود است.
پس از گذشت مدتی، قلمرو عرب‌ها از شرق به افغانستان و ایران کنونی و از غرب تا سوریه و مصر و بخشی از ترکیه کنونی گسترش یافته بود؛ ولی کماکان غلط‌خوانی‌های زیادی در خواندن قرآن و نامه‌نگاری خلیفه‌ها به وجود می‌آمد. مردم کشورهای دیگر که از زبان و خط خود نهی شده بودند، در ادا کردن واژه‌های عربی دچار مشکل بودند. تا اینکه در سال ۶۵ هجری، عبد الملک بن مروان در دمشق به خلافت رسید و در نامه‌ای که به حجاج بن یوسف ثقفی فرمانروای عراق نوشت، به او گفت که این خط کوفی دیگر کفایت نمی‌کند و از او خواست تا خط کوفی را توسعه داده و ترویج کند. حجاج به سردارانش دستور داد تمام روحانیان ادیان دیگر و کسانی که به خطی غیر از عربی می‌نویسند را از دم تیغ بگذرانند. آثار این اقدامات حتی از کتاب‌سوزی در ایران نیز پررنگ‌تر بود.
این اقدامات مشکلات زیادی برای زبان سایر کشورها ازجمله پارسی‌زبانان به وجود آورد. عرب‌ها، چهار حرف اصلی را در الفبای خود نداشتند و آن را حروف عجمی می‌نامیدند. سرانجام یک خوشنویس به نام خواجه ابولمال، سه نویسه پ ژ و چ را به الفبای عربی اضافه کرد و پس از مدتی، نویسه گ نیز با یک فراز و نشیب طولانی به شکل کنونی به الفبای عربی افزوده شد. در نهایت پس از گذشت دو سده، در اوایل سده سوم هجری، خط نسخ که بر پایه خط کوفی بود، ابداع شد.
ابوریحان بیرونی در کتاب «الصیدنه» نوشته است: یک یونانی به ولایت ما گذر کرد و من پیش او می‌رفتم و نام‌های میوه‌ها، تخم‌ها، گیاه‌ها و دانه‌ها را به زبان یونانی می‌پرسیدم و می‌نوشتم؛ ولی خط عربی آفت بزرگی دارد و آن همانندی واج‌ها به همدیگر و ضرورت تمایز با نقطه و اِعراب و علامات است که اگر آن‌ها را ننویسند، معنی مبهم می‌شود. اگر این آفت نبود، کتاب‌های ترجمه‌شده به عربی از قبیل دیسقوریدس و جالینوس و غیره کافی بود؛ ولی اکنون اعتمادی بر آن‌ها نیست.

## گ چ پ ژ

تفاوت میان خطوط عربی، فارسی و کردی با نمودار ون

اینکه از چه زمانی حروف گ چ پ ژ - و از چه زمانی نوشتن اعداد (۱-۲-۳) در الفبای فارسی شکل گرفت تاکنون پاسخ دقیقی به‌دست نیامده، گمان می‌شد از ۵۰۰ سال پیش شیوهٔ نوشتار خط فارسی به همین سبک و روش کنونی بوده ولی چنین می‌نماید که تا قبل از چاپ سنگی اگر چه نوشتن گ چ پ ژ رایج شده بود اما در بیشتر مکاتبات حتی تا دو سده پیش همچنان کاربرد گ چ پ ژ بعضاً دیده نمی‌شود. کاربرد نوشتن اعداد ۱٫۲٫۳٫۴٫۵٫۶٫۷٫۸٫۹ در نگارش فارسی نباید پیشینه‌ای بیشتر از ۴۰۰ سال داشته باشد، در زبان عربی و فارسی متونی کهن تر از ۴۰۰ سال دیده نشده که اعداد در آن به عدد نوشته شده باشد همه‌جا برای نوشتن اعداد از حروف استفاده شده مثل سنه دو هزار و سی و پنج. ژ از حروف فارسی است که خیلی زودتر از گ و پ و چ رایج شده است به‌طوری که ژ در نسخه‌های ۷۰۰ تا ۸۰۰ سال پیش هم دیده شده است اما گ چ پ حتی تا سدهٔ پیش شماری از بکار بردن آن خودداری کرده‌اند.

## شیوه‌های خط عربی

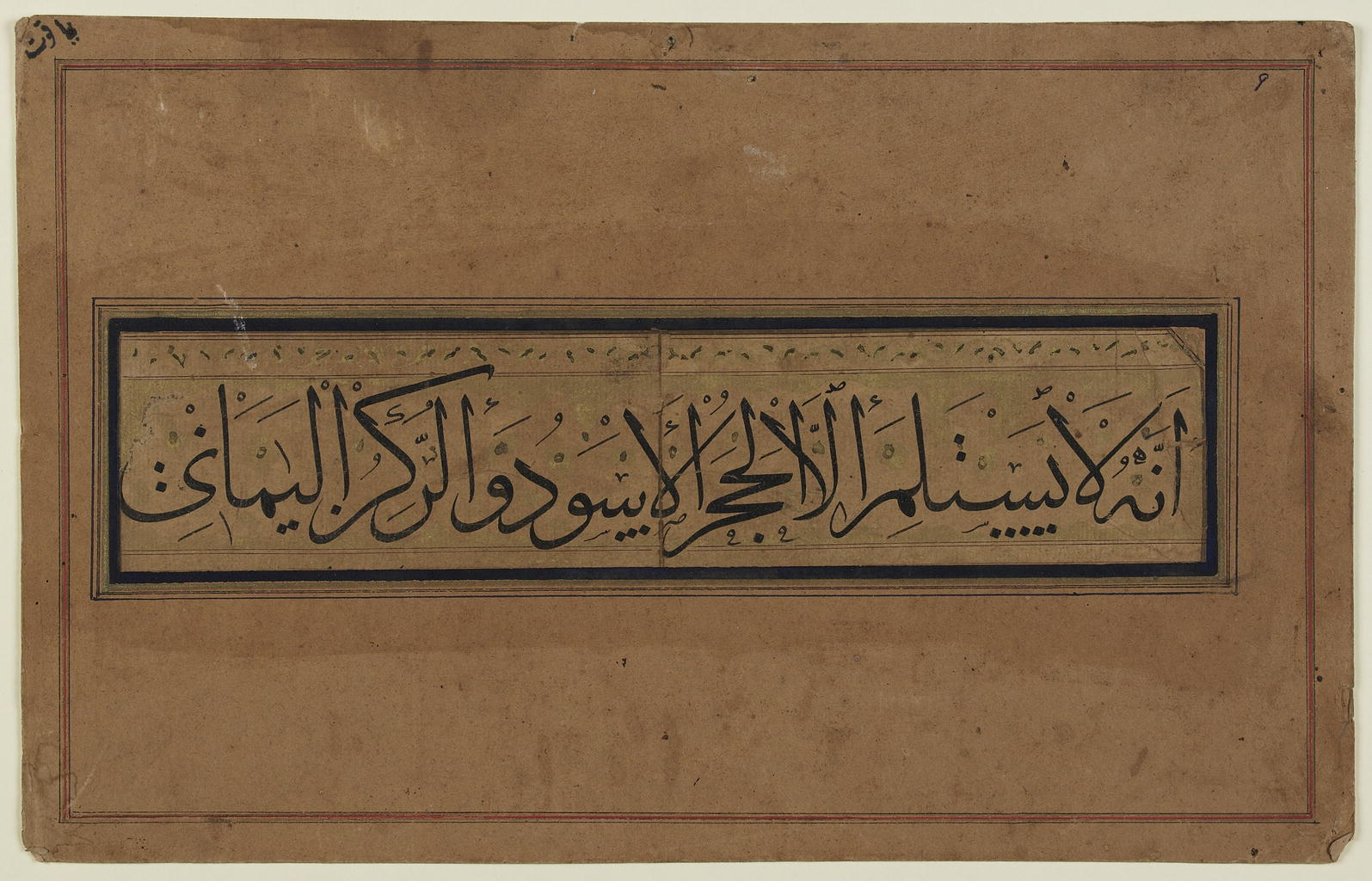
نمونه‌ای از خط ثلث منسوب به یاقوت مستعصمی خوشنویس مشهور سده ۷ ه‍. ق

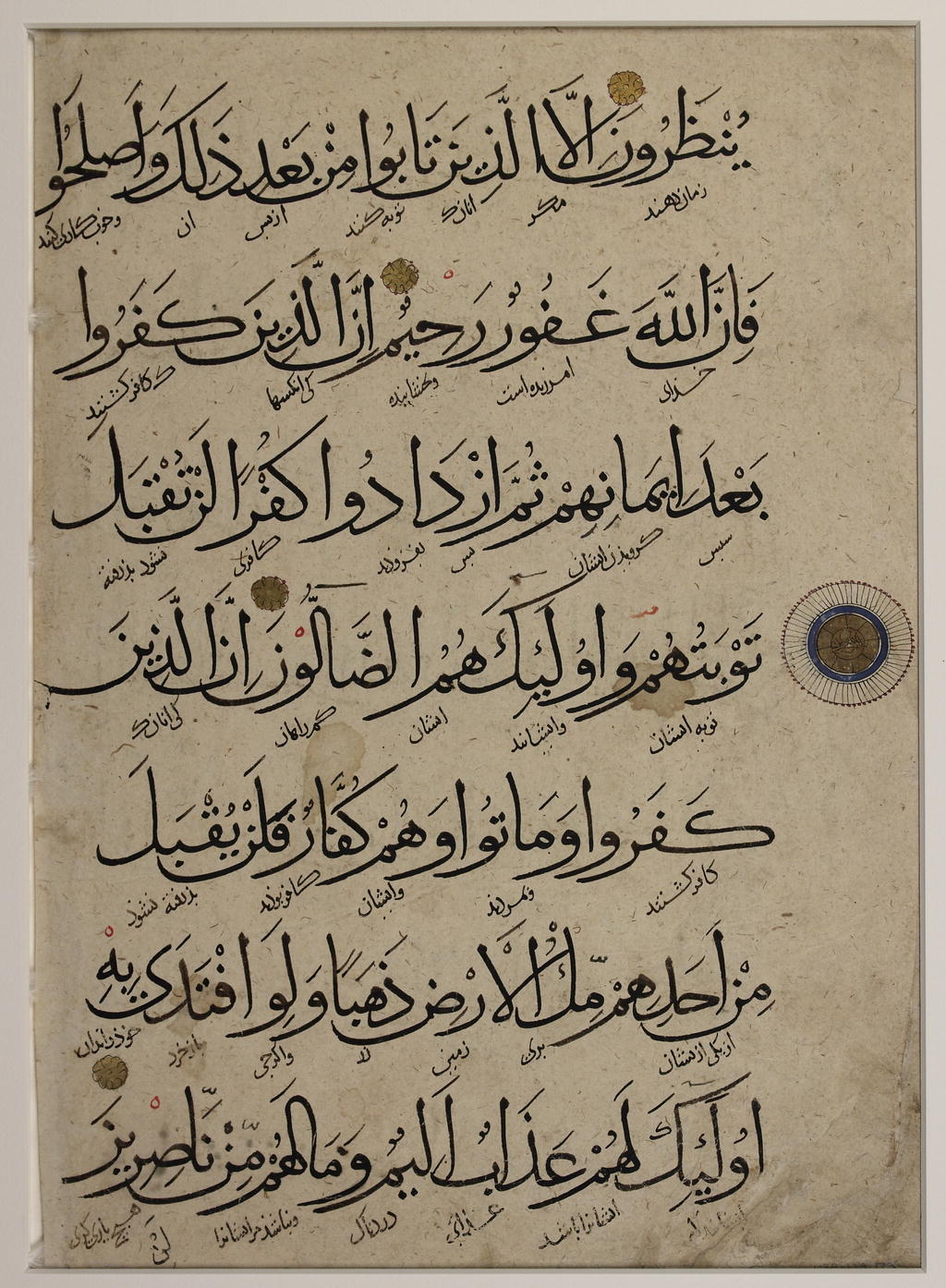
آیات ۸۸–۸۵ سوره آل‌عمران به خط توقیع و ترجمه زیرنویس به خط نسخ فارسی؛ قرآن سده ۱۴ میلادی

خط عربی در آغاز با قلم نسخ برگرفته از شیوهٔ نگارش خط نبطی نوشته می‌شد. با فتح تیسفون، قلم کوفی نیز بر آن افزوده شد که در کوفه رایج گردید و این همان قلمی است که دیوان‌سالاران، اصلاحات خود را بر آن اعمال کردند که به‌زودی در قلم نسخ نیز انجام شد. سریانی‌های مقیم شام خط عربی را با چند قلم می‌نوشتند که از آن میان، قلم سطرنجیلی ویژه کتابت تورات و انجیل بوده است. قلم کوفی از قلم سطرنجیلی پدید آمد و هر دو قلم از هر جهت به‌هم می‌مانند.
بعدها در دوران عباسیان، قلم‌های دیگری نیز برای این خط رواج یافت که شامل قلم جلیل، قلم سجلات، قلم دیباج، قلم اسطور مار بزرگ، ثلاثین، قلم زنبد، قلم مفتح، قلم حرم، قلم مد مرآت، قلم عمود، قلم قصص و قلم حرفاج.
در زمان خلافت ابوالعباس عبدالله مَأموُن که خلیفهٔ بغداد بود، نویسندگی اهمیت پیدا کرد و نویسندگان در نوشتن قرآن به صورت خوشنویسی، به پیکار پرداختند و چندین قلم دیگر به نام قلم مرصع، قلم نساخ، قلم رقاع، قلم غبارالحلیه، قلم ریاسی و غیره از روی خط کوفی ابداع کردند؛ و در نتیجه، خط کوفی به بیست شکل درآمد؛ ولی قلم نسخ، به همان شکل پیشین در میان مردم و برای تحریرات غیررسمی معمول بود تا آنکه در آغاز سدهٔ سوم هجری، ابن مقله خوشنویس نامی متوفی به سال ۳۲۸ ه‍.ق (۹۴۰ میلادی) با نبوغ خود قلم نسخ را به گونهٔ نیکویی درآورد سپس به بازبینی زمان، خط نسخ فروعی پیدا کرد و به‌طور کلی دو خط نسخ و کوفی در نوشتار عربی معمول گشت و هر کدام از آن شاخه‌هایی داشت که در سدهٔ هفتم هجری مشهورترین آن به اقلام سته مشهور و به قرار زیر بوده است: ثلث، نسخ، محقق، ریحانی، توقیع و رقاع.
اگرچه بعضی نوشته‌اند که پیش از ۲۰۰ ه‍.ق خطوطی بجز خط کوفی دیده شده است، اما اکثر دانشمندان ابن مقله را نخستین مبتکر و مخترع خط عربی دانسته‌اند و پس از وی افرادی چون محمد بن سمسانی و محمد بن اسعد شیوهٔ او را فرا گرفتند و ابوالحسن علی بن هلال نامدار به ابن بواب، این شیوه را از آن دو آموخت و تکمیل و تنقیح کرد و بیشتر خطوطی که ابن مقله پدید آورده بود را کمال بخشید. ابن مقله دربارهٔ اندازه حروف و اعتبار صحت آنها، کیفیت به دست گرفتن قلم و هنگام نوشتن و گذاردن بر روی کاغذ، ترتیب تراشیدن قلم و ملاک‌های زیبایی خط و مانند این‌ها، مطالبی بیان داشته است.
دربارهٔ قلم‌های خط پارسی در تذکرهٔ مرآت‌الخیال آمده است که قلم‌های خط پارسی دربرگیرندهٔ: ثلث، رقاع، نسخ، توقیع، پژوهشگر و ریحان است و باز در آنجا آمده که خط هفتم تعلیق است که از رقاع و توقیع برآمده.

طُغرای سلطان محمود دوم عثمانی، در آن نوشته شده: «محمود خان بن عبدالحمید مظفر دائماً»

## خوشنویسی

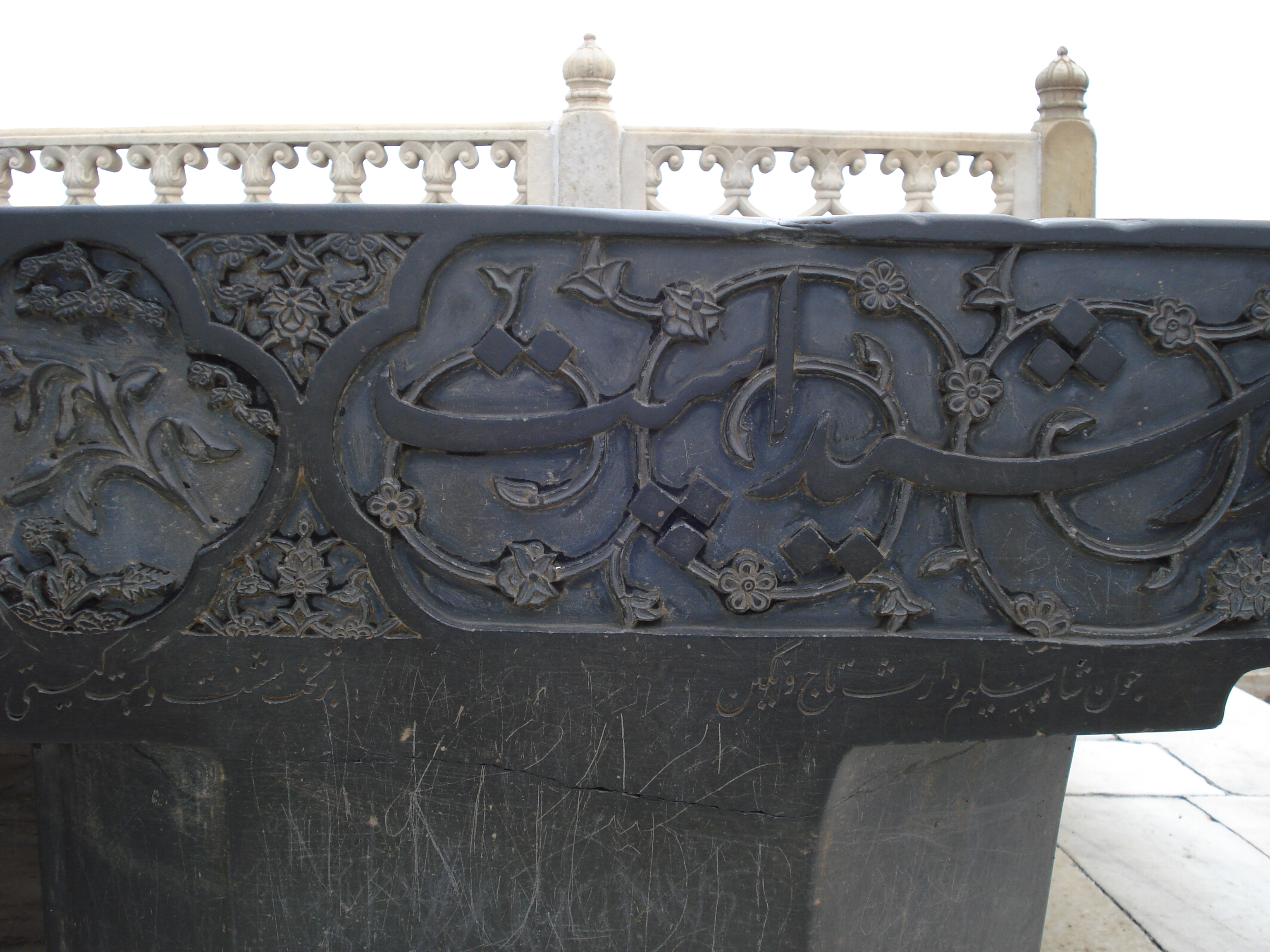
تختگاه سنگ سیاه عزاداری شاه جهان برای ارجمند بانوبیگم (تاج الدوله)

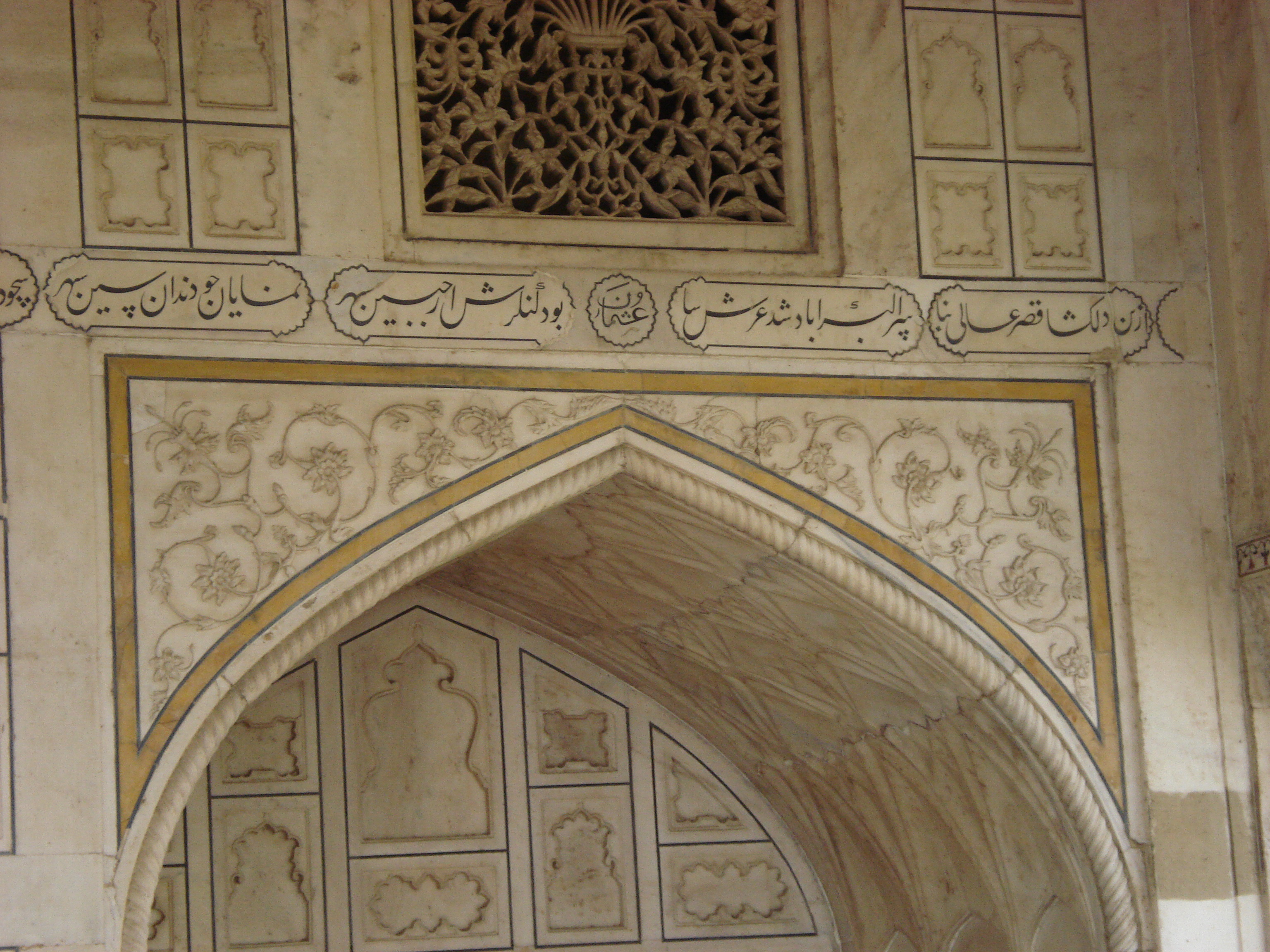
اشعار فارسی

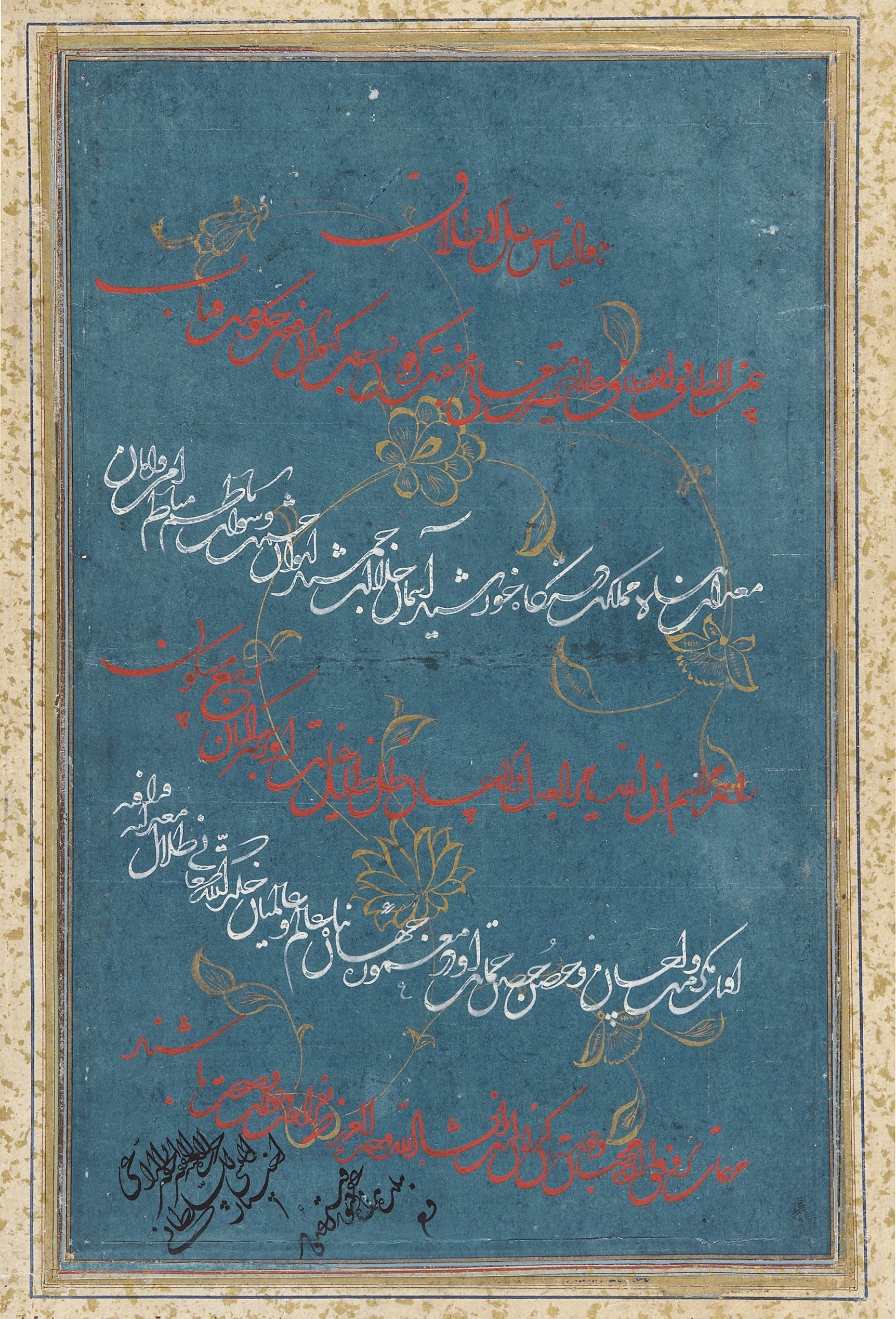
نمونه‌ای از خط تعلیق بخط خواجه اختیار منشی (م ۹۷۴ ه‍.ق)

خط فارسی به شیوه‌های گوناگونی نگاشته می‌شود که برخی با سایر کشورهای اسلامی مشترک و پاره‌ای برخاسته از ذوق هنری خود ایرانیان است که از مشهورترین آن‌ها می‌توان به خط تعلیق، خط نستعلیق و خط شکسته‌نستعلیق اشاره کرد. خط نستعلیق افزون بر ایران در دیگر کشورها هم طرفدارانی دارد و به‌دلیل ظرافت و زیبایی به «عروس خطوط اسلامی» شهرت پیدا کرده است.
- کشورهای عربی خط‌های زیر را عربی می‌دانند اما بعضی از این خطوط در حوزه ایرانی و هندی رایج شده است:

1. جازة (توقیع، ریاسی)
2. اصفهانی
3. اندلسی
4. بصری
5. بهاری · بیضاوی · بیهقی · تاج (تاجی) · ترکستانی · تونسی · ثلث · ثلث جلی · جزائری · جلیل · حجازی · دیوانی (سلطانی) · دیوانی جلی · رقاع · رقعة · ریحان (ریحانی) · سنبلی · سودانی (تمبکتی) · شامی (سوری) ·
6. شکسته (شکسته تعلیق) ·
7. شکسته نستعلیق · طغراء (طغری) · طومار · طباعة عربی · غبار ·
8. فارسی (تعلیق) · فاسی · قیروانی · کوفی · محقق · مدنی · مشق · مصحفی (مصاحف) · مصری · مغربی · مکی · مهدیه · نیریزی ·
9. نستعلیق · نستعلیق هندی · نسخ (نسخی)

- مُحَقَّق
- ریحان
- ثُلث
- نسخ
- رِقاع
- توقیع

در سال ۳۱۰ ه‍.ق (۹۲۲ م) ابن مقله شیرازی خطوطی را به وجود آورد که به خطوط ششگانه یا اقلام سته معروف شدند که عبارتند از: محقق، ریحان، ثلث، نسخ، رقاع و توقیع.  که وجه تمایز آن‌ها اختلاف در شکل حروف و کلمات و نسبت سطح و دور در هر کدام می‌باشد. همچنین او برای این خطوط قواعدی وضع کرد که به اصول دوازده‌گانه خوشنویسی معروفند و عبارتند از: ترکیب، کرسی، نسبت، ضعف، قوت، سطح، دور، صعود مجازی، نزول مجازی، اصول، صفا و شأن.

## گونه‌های خط خوشنویسی
خط‌های خوشنویسی در آغاز بیشتر برای نوشتن قرآن بود ولی با گذشت زمان خط‌های جدیدی به وجود آمد و بیشتر برای فارسی به کار می‌رفت برای مثال از دوران صفوی خط تعلیق به وجود آمد و رفته رفته خط شکسته‌تر شد:

### تعلیق
از سدهٔ پنجم هجری در نسخ تحریری (شیوهٔ ایرانی)، به تدریج دگرگونی‌هایی پدید آمد و از اواسط سدهٔ هفتم بر اثر تکامل قلم ایرانی خطی به وجود آمد که مقتبس از آن و نیز خط توقیع و رقاع بود و بنام خط تعلیق کمال و رواج یافت. این خط در تحریر کتاب‌ها و دیوان‌های شعر به‌کار می‌رفت و تا سدهٔ هشتم تکامل پیدا کرد.
نیاز به سرعت در نوشتن باعث شد تا پیوستگی حروف و کلمات مجاز شود و خطی به وجود آمد که شکستهٔ تعلیق نامیده شد. این قلم خاص کاتبان دیوان بود که گاهی «ترسّل» نیز نامیده شده است. امروزه خطاطان ایرانی با تعلیق کمتر آشنایی دارند. پس از رواج خط تعلیق، عثمانی‌ها و مصری‌ها در آن تصرفاتی موافق با سلیقهٔ خود ایجاد کردند و شیوهٔ خود را «دیوانی» نامیدند.

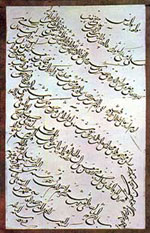
نمونه‌ای از خط تعلیق

### نستعلیق
در بین انواع خوشنویسی که از آغاز اسلام تا کنون وجود داشته است، نستعلیق زیباترین نوع خوشنویسی محسوب می‌شود؛ به‌طوری‌که آن را «عروس خطوط اسلامی» لقب داده‌اند. نستعلیق (ابدال شده‌ی نسختعلیق)که آمیختهٔ دو خط نسخ و تعلیق(=نسختعلیق) گفته شده، توسط میرعلی تبریزی به کمال دست یافت و حرکتی نو آغاز شد.
خط نستعلیق از همهٔ شرایط زیبایی برخوردار است؛ از آن جمله: اعتدال، موزونی، استواری، تناسب، حسن ترکیب و هم‌آهنگی ذوق و سلیقه. علاوه بر زیبایی منظر، سهولت و سرعت تحریر نستعلیق و نیز آسانی قرائت کلمات و سطور از موجبات رواج آن بوده است. نستعلیق خطی است با قاعده و حروف این خط را ملهم از زیبایی طبیعت دانسته‌اند.
در دهه‌های اخیر تا امروز توجه به خط نستعلیق روزافزون بوده است و خوشنویسانی توانا در این زمینه ظهور کرده‌اند. از هنرمندان خوشنویسی نستعلیق معاصر که در ترویج آن در دوران معاصر کوشیده و موجب رونق و ترویج این نوع خط شده‌اند، می‌توان از عمادالکتاب، سید حسین میرخانی، سید حسن میرخانی، علی‌اکبر کاوه نام برد.
اصول خط نستعلیق امروزه همان است که میرعماد برنشانده بود. هنرمند سدهٔ سیزدهم بنام محمدرضا کلهر در چارچوب شیوهٔ میرعماد تغییراتی ایجاد کرد که در زیباتر شدن و تطبیق آن با صنعت چاپ در آن زمان، نقش اساسی داشت. میرزا غلامرضا اصفهانی نیز از هنرمندان همین دوره است که نستعلیق را بسیار استادانه می‌نوشت.
به هرحال بارزترین مشخصهٔ نستعلیق زیبایی آن است.

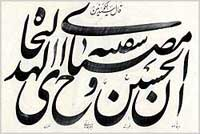
خط نستعلیق

### شکستهٔ نستعلیق
از انواع خوشنویسی ایران، خط شکسته نستعلیق است که دارای پیچش‌ها و حرکت‌های بسیار زیبایی است. مشخصهٔ بارز آن روان‌نویسی و تندنویسی است.
این خط از ابداعات ایرانیان است که مستقیماً در پیوند با تعلیق و نستعلیق می‌باشد. از اوایل سده یازدهم و آخر دورهٔ صفویه، خط شکسته نستعلیق به دلیل کثرت کاربرد و نیاز به تندنویسی به وجود آمد. مهم‌ترین خوشنویس این خط، درویش عبدالمجید طالقانی (نیمهٔ دوم سدهٔ ۱۲) است. ابداع و استخراج شکسته نستعلیق را از نستعلیق در اوایل قرن یازدهم به مرتضی قلیخان شاملو و برخی نیز به محمد شفیع هروی معروف به شفیعا نسبت داده‌اند.
هنرمند دیگر این خط سید علی اکبر گلستانه در سدهٔ سیزدهم است که شیوهٔ درویش عبدالمجید را ادامه داد.
شکستهٔ نستعلیق بعد از یک دوران کوتاه رکود، امروزه مورد توجه خوشنویسان واقع شده است. حروف و کلمات در این نوع خوشنویسی از شکل‌های متنوع زیبایی برخوردار است. حرکت در این خط از نستعلیق آزادتر است.
از شکسته نستعلیق برای نوشتن متن‌های ادبی و شاعرانه فارسی، پیام‌های شاد و کارت‌های تبریک بهره گرفته می‌شود این نوع خوشنویسی در نقاشیخط و گرافیک نیز کاربرد وسیعی دارد.

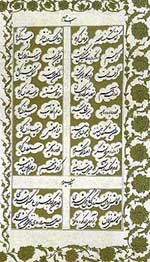
نستعلیق شکسته